# Арсениј Тарковски
Арсениј Александрович Тарковски (рус. Арсений Александрович Тарковский, 25. јун 1907 – 27. мај 1989) био је совјетски и руски песник и преводилац.

## Биографија

### Породица
Његов отац, Александар Тарковски (пољ. Aleksander Tarkowski), био је банкарски службеник, руски револуционар (народник) и глумац аматер пољског порекла, а мајка му је била Марија Даниловна Рачковска.

### Младост
Године 1921. Тарковски и његови пријатељи објавили су песму која је садржала акростих о Лењину. Ухапшени су и послати у Николајев на погубљење. Тарковски је једини успео да побегне.

### Каријера
До 1924. Тарковски се преселио у Москву, а од 1924. до 1925. радио је за новине за железничаре под називом Гудок, где је руководио уредничким делом писаним у стиховима. 1925–1929. студирао је књижевност на високој школи у Москви. У то време преводио је поезију са туркменског, грузијског, јерменског и арапског.
Током Другог светског рата добровољно се пријавио као ратни дописник у војним новинама Боеваиа Тревога (Ратна узбуна). У акцији је рањен 1943. године. Рана на нози коју је задобио изазвала је гангрену, а Тарковски је морао да буде повргнут шест постепених ампутација.
Тарковски је углавном био познат као преводилац Абу'л-Ала-Ал-Ма'аррија, Низамија, Магтимгулија, Кеминеа, Сајат -Нове, Важе-Пшавеле, Адама Мицкјевича, Моланепеса, Григола Орбелијанија и многих других песника. Његова прва збирка поезије Пре снега објављена је 1962.

## Смрт
Пре њега је преминуо његов син, филмски редитељ Андреј Тарковски.
Живео је углавном у Москви и Переделкину, а умро је 27. маја 1989. године у Москви. Године 1989. постхумно је добио Државну награду СССР-а.

## Дела
- Перед снегом – Пре снега (1962)
- Земле земное – То Еартх Итс Овн (1966)
- Вестник – Мессенгер (1969)
- Стихотворения – Песме (1974)
- Зимний день – Винтер Даи (1980)
- Избранное – Изабрана дела (1982)
- Стихи разных лет – Песме различитих година (1983) – компилација раног стиха
- От юности до старости – Од младости до старости (1987)
- Благословенный свет – Блажена светлост (1993)